# Дополнительная дозированная засветка
Дополнительная дозированная засветка, ДДЗ — технология целенаправленного изменения характеристик фотоматериала его дополнительным равномерным экспонированием перед съёмкой или после неё. Засветка производится строго дозированным светом малой интенсивности. В случае цветной засветки технология носит название зональной ДДЗ. Метод широко использовался советскими кинооператорами для регулировки цветопередачи и фотографической широты цветной негативной киноплёнки.

## Основные принципы
Одним из инициаторов практического применения засветки-флэшинга (или прифоггинга, англ. pre-fogging, «предварительного затуманивания») стал один из старейших кинооператоров британской школы Фредди Янг (в «Деле самоубийцы» Сидни Люмета, 1966, шпионском детективе по роману Джона Ле Карре). В Голливуде технология использовалась с начала 1970-х при съёмке контрастных сцен или для получения «приглушённого цвета», как это сделано Вилмошем Жигмондом в фильме «Долгое прощание» Роберта Олтмена (1973).
В СССР эксперименты с ДДЗ велись тогда же Владимиром Чумаком на киностудии «Ленфильм», но целенаправленно метод был впервые применён Дмитрием Долининым во время съёмок фильма «Не болит голова у дятла» в 1974 году. Предварительная засветка позволила получить единый колорит изображения всей кинокартины, а также исправить недостатки цветопередачи советской киноплёнки. Следующими стали картины «Объяснение в любви» и «Фантазии Фарятьева» этого же оператора, а также «Венок из дубовых листьев», снятый А. Моцкусом. Дополнительную засветку можно производить как до основной экспозиции, так и после неё при условии, что лабораторная обработка киноплёнки выполняется с минимальной задержкой. Сама засветка может осуществляться в кинокопировальном аппарате или в специальных приспособлениях, которые создавались киностудиями самостоятельно. Однако, кинооператоры предпочитали использовать киносъёмочный аппарат, поскольку в этом случае дополнительная экспозиция не затрагивала поверхность киноплёнки, выходящую за пределы кинокадра. Таким образом технологию удавалось «замаскировать» от контрольных служб кинокопировальных цехов и фабрик, не приветствовавших ДДЗ, и считавших её техническим браком.
Тем не менее, к началу 1980-х годов эта технология начала использоваться в художественном кинематографе большинством советских киностудий, создавших собственные каталоги цветов с рассчитанными параметрами ДДЗ для их получения. Действие засветки, являющейся одним из способов латенсификации, заключается в наращивании оптической плотности в нижнем участке характеристической кривой эмульсионных слоёв, получивших дополнительную экспозицию. Другими словами, засветка действует только на слабо экспонированные участки негатива, не затрагивая средние и яркие тона. При форсированном проявлении возрастает светочувствительность фотоэмульсий без увеличения их контраста. Независимо от интенсивности проявления улучшается детализация в тенях. Засветка цветной киноплёнки через цветной светофильтр (зональная ДДЗ) позволяет корректировать как общий цветовой баланс, так и несовпадение коэффициентов контрастности разных слоёв. При печати такого негатива цветоустановка производится с таким расчётом, чтобы получить на позитиве точное воспроизведение серого цвета и тона лиц актёров. В этом случае результатом ДДЗ становятся высветленные тени изображения, которые приобретают оттенок светофильтра, использованного при засветке. При этом в света́х образуется цвет, дополнительный к цвету теней. Получаемый эффект мог варьироваться в зависимости от номера эмульсии, поэтому для каждой новой партии киноплёнки приходилось делать пробы с контрольной печатью рабочего позитива.
Кроме увеличения фотографической широты и исправления недостатков цветопередачи одной из важнейших возможностей ДДЗ считалась «цветовая ретушь», позволяющая упростить грим актёра при съёмке крупных планов. Суть эффекта заключается в получении обобщённой фактуры кожи и снижении цветовых контрастов, нежелательных в портретных кадрах. Во многих случаях ДДЗ использовалась для придания монохромности цветному изображению и достижения определённого эмоционального состояния. В фильме «Про Красную Шапочку» засветка позволила получить пастельные цвета, соответствующие сказочному сюжету. Одним из наиболее удачных примеров использования ДДЗ считается фильм «Раба любви», при съёмках которого оператору Павлу Лебешеву удалось увеличить светочувствительность плёнки до такой степени, что съёмка в интерьерах практически не требовала дополнительного освещения. Позднее Лебешев с коллективом соавторов получил патент № 1057919 на собственный вариант технологии зональной ДДЗ. В современном кинематографе ДДЗ используется главным образом для получения тёплого оттенка в тенях изображения созданием дополнительной плотности в зелёночувствительном и красночувствительном слоях киноплёнки. Изучение технологии входит в современные программы ВУЗов, обучающих технических специалистов для кинематографа.

## Современное использование
Несмотря на повсеместный отказ от киноплёнки в пользу съёмки цифровыми кинокамерами, некоторые операторы-постановщики продолжают снимать по классической технологии. При этом для ДДЗ используются специальные устройства, такие как «Panaflasher» компании Panavision и «Varicon» немецкой фирмы Arri. Агрегат устанавливается между кассетой и камерой, дозированно засвечивая плёнку перед её прохождением через фильмовый канал. ДДЗ использовалась при съёмках кинокартины «Спасти рядового Райана» оператором Янушем Камински, что в сочетании с технологией удержания серебра позволило получить необычный вид изображения.